# مرگ برنامه‌ریزی شده سلول
مرگ برنامه‌ریزی شده سلول (انگلیسی: (PCD) Programmed cell death) به مرگ سلول در نتیجه وقایع داخل سلولی از جمله آپوپتوز یا خودخواری گفته می‌شود. این نوع مرگ طبق پروسه طبیعی زیستی انجام می‌شود که اغلب  برای جاندار مزیتی در طی چرخه زندگی‌اش به‌شمار می‌رود. برای مثال، تمایز یافتن انگشتان دست و پا در دوران جنینی انسان به وسیله آپوپتوز انجام می‌شود که منجر به جدا شدن انگشتان از هم می‌شود. مرگ برنامه‌ریزی شده، هم در گیاهان و هم جانوران، نقشی اساسی‌ در تکوین و شکیل و بافت‌ها ایفا می‌کند.
هر دو روند آپوپتوز و خودخواری (آتوفاژی) حالت‌هایی از مرگ برنامه‌ریزی شده به حساب می‌روند. بافت‌مردگی (یا نکروز) مرگ سلول در پی عوامل خارجی مانند تروما یا عفونت است. برای مدتی طولانی به نکروز همچنان روندی غیرفیزیولوژیک نگریسته می‌شد، اما در دهه ۲۰۰۰ میلادی یک نوع برنامه‌ریزی شده از نکروز، تحت عنوان نکروپتوز، در قالب شکل دیگری از مرگ‌برنامه ریزی شده سلول شناخته شد. این فرضیه ایجاد شده است که نکروپتوز، هنگامی که سیگنال‌های آپوپتوز به‌وسیله عوامل درون‌زا یا برون‌زا مانند جهش‌ها یا ویروس‌ها مسدود شده باشد، در نقش پشتیبانی برای مرگ سلولی آپوپتوز عمل می‌کند.